# Gyula Lóránt

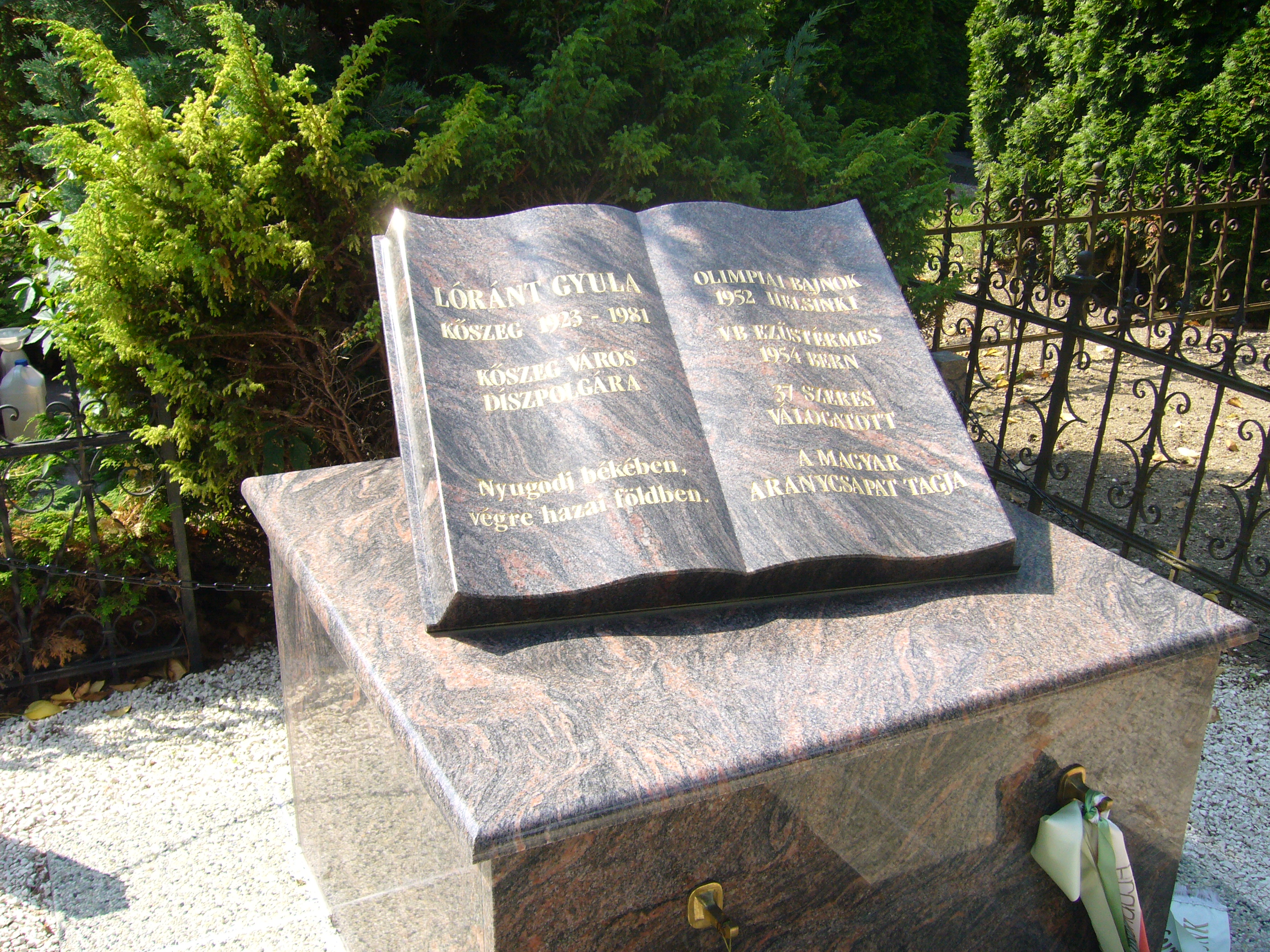
Lóránts Grabstätte in Kőszeg

Gyula Lóránt [ˈɟulɒ ˈloːraːnt] (* 6. Februar 1923 als Gyula Lipovics in Kőszeg; † 31. Mai 1981 in Thessaloniki) war ein ungarischer Fußballspieler und -trainer und Verteidiger in der Goldenen Elf.

## Spielerkarriere

### Vereine
Lóránt begann 16-jährig bei Kőszegi SE, dem in seinem Geburtsort ansässigen Verein, mit dem Fußballspielen und wurde zwei Jahre später, zur Saison 1942/43, vom Erstligaaufsteiger Haladás Szombathely verpflichtet. 1943/44 wechselte er zum Nagyváradi AC, mit dem er am Saisonende Meister wurde. Über Nemzeti Vasas, 1944, kehrte er zum Nagyváradi AC, der sich zwischenzeitlich in Libertatea Oradea umbenannt hatte, zurück. Die Saison 1946/47 spielte er für den aus der rumänischen Stadt Arad stammenden UTA Arad, mit dem er am Saisonende die Meisterschaft gewann.
Von 1947 bis 1950 war er für Vasas Budapest, von 1951 bis 1956 für Honvéd Budapest und für eine Spielzeit für Váci Vasas aktiv. In der Mannschaft von Honvéd Budapest spielte er unter anderem mit Stars wie Ferenc Puskás oder József Bozsik zusammen.

### Nationalmannschaft
Von 1942 bis 1955 bestritt er 42 Länderspiele für Ungarns Nationalmannschaft. Der erste Höhepunkt seiner Karriere war der Gewinn der olympischen Goldmedaille 1952. Er absolvierte 1954 fünf Spiele in der Abwehr der Nationalmannschaft und zählte zu den Spielern, die im legendären Finale der Weltmeisterschaft 1954 in Bern der Auswahl Deutschlands unterlagen.

## Trainerkarriere
Von August 1962 bis April 1963 trainierte er Honvéd Budapest, danach, von Juli bis Dezember 1963, den Debreceni VSC.
Im Dezember 1963 verließ er Ungarn und wechselte nach Deutschland, wo er von 1964, für den Rheydter Spielverein beginnend, bis 1974 für den 1. FC Kaiserslautern, den MSV Duisburg, für Tasmania Berlin, erneut für den 1. FC Kaiserslautern, den 1. FC Köln, Kickers Offenbach und den Freiburger FC als Trainer tätig war.
Danach nahm er den Trainerposten beim griechischen Erstligisten PAOK Saloniki an und führte die Mannschaft 1976 zur ersten Meisterschaft der Vereinsgeschichte.
Anschließend kehrte er nach Deutschland zurück und war für den Bundesligisten Eintracht Frankfurt tätig. Noch vor Ernst Happel beim Hamburger SV war er der erste Trainer, der die Raumdeckung in Deutschland einführte. Er ließ dieses System bei Eintracht Frankfurt und später beim FC Bayern München spielen. Zunächst setzte sich die Raumdeckung in Deutschland nicht durch, längst ist sie Standard im Weltfußball.
Anfang Dezember 1977 erfolgte ein einvernehmlicher Trainertausch: Lóránt wechselte nach dem 16. Bundesligaspieltag für Dettmar Cramer, der gerade fünf Niederlagen am Stück eingefahren hatte, zu Bayern München, Cramer seinerseits zu Eintracht Frankfurt. Lóránt übernahm die Mannschaft auf Platz 12 und beendete die Saison ebendort. Das ist die historisch schlechteste Endplatzierung der Bayern. Im Dezember 1978 wurde er beurlaubt und durch seinen Assistenten Pál Csernai ersetzt. Lóránts letzter Verein in Deutschland war 1979 der FC Schalke 04. 1980 kehrte er nach Saloniki zurück, wo er seinen größten Erfolg gefeiert hatte. Im Frühjahr des folgenden Jahres erlitt er bei einem Spiel seiner Mannschaft gegen Olympiakos Piräus auf der Trainerbank einen Herzinfarkt, an dessen Folgen er noch im Stadion starb.

## Erfolge

### Als Spieler
Nationalmannschaft:
- Olympiasieger 1952
- Zentraleuropameister 1953
- Vize-Weltmeister 1954

Vereinsebene:
- Ungarischer Meister 1943/44 mit (Nagyváradi AC) 1952, 1954, 1955 (mit Honvéd Budapest)
- Rumänischer Meister 1946/47 (mit UTA Arad)

### Als Trainer
- Griechischer Meister 1976 (Mit PAOK Saloniki)

## Privates
Lóránt besuchte in Budapest die Wirtschaftshochschule. 1953 gründete er eine Genossenschaft für 600 Heimarbeiter und 1959 die „Tokayer-Weinstuben“ in Budapest. In erster Ehe war er mit Zsoka Szakats verheiratet. Als Lóránt 1963 nach München kam, blieb seine Frau mit den beiden Töchtern Eva und Esther in Ungarn. Lóránt heiratete ein zweites Mal und lebte mit seiner Frau und der gemeinsamen Tochter in Endingen am Kaiserstuhl, wo er 1981 auf dem Hauptfriedhof bestattet wurde.